# Orthogrammica regularis
Orthogrammica regularis är en fjärilsart som beskrevs av Jacob Hübner 1813. Orthogrammica regularis ingår i släktet Orthogrammica och familjen nattflyn. Inga underarter finns listade i Catalogue of Life.